# Winkler (Familienname)
Winkler ist ein deutscher Familienname.

## Herkunft und Bedeutung
Im Niederdeutschen und Niederländischen übertrug sich die Bezeichnung Winkel für Hausecke auf Kramladen und so zu Winkler, dem Kleinhändler.

## Varianten
- Winckler
- Winkeler
- Winkel
- Winkelmann

## Namensträger

### A
- Achim Winkler (* 1961), deutscher Biologe und ehemaliger Direktor des Zoo Duisburg
- Adalbert Winkler (1857–1938), österreichisch-ungarischer Mönchspriester, Verwalter und Konservator
- Adolf Winkler (Komponist) (1938–2014), österreichischer Komponist und Dirigent
- Adolf Winkler (Musiker) (* 1939), togoischer Jazzmusiker
- Agathe Winkler (1925–2013), deutsche Schauspielerin und Malerin
- Albert Winkler (Architekt) (1854–1901), deutscher Architekt
- Albert Winkler (Entomologe) (1881–1945), österreichischer Firmeninhaber, Insektenkundler, Käfersammler und Herausgeber
- Albert Winkler (Fotograf) (1923–1978), Schweizer Fotograf
- Albert Winkler (Historiker) (* 1949), US-amerikanischer Historiker und Archivar
- Albert Winkler (Künstler) (* 1955), österreichischer Künstler
- Alberto Winkler (1932–1981), italienischer Ruderer
- Alexander Winkler (1888–1961), deutschbaltischer Pädagoge und Bibliothekar, siehe Theodor Ferdinand Alexander Winkler
- Alexander Winkler (* 1992), deutscher Fußballspieler
- Alexander Adolfowitsch Winkler (1865–1935), russischer Komponist, Pianist und Musikpädagoge
- Alexandre Winkler (1865–1935), russischer Komponist deutscher Herkunft
- Alfons Winkler (1891–1959), österreichischer Internist, Lungenfacharzt und Klinikleiter
- Alfred Winkler (Unternehmer) (1872–1945), deutscher Unternehmensgründer
- Alfred Winkler (General) (* 1926), deutscher Generalleutnant der Polizei
- Alfred Winkler (Skisportler) (* 1943), deutscher Nordischer Kombinierer und Skispringer
- Alfred Winkler (Politiker) (* 1946), deutscher Politiker (SPD), MdL Baden-Württemberg
- Alfred Doderer-Winkler (1929–2019), deutscher Ingenieur und Unternehmer, siehe Winkler+Dünnebier
- Alois Winkler (Politiker) (1838–1925), österreichischer Politiker und katholischer Priester
- Alois Winkler (Bildhauer) (1848–1931), österreichischer Bildhauer
- Andrea Winkler (Autorin) (* 1972), österreichische Autorin
- Andrea Winkler (Künstlerin) (* 1975), Schweizer Künstlerin
- Andreas Winkler (Buchdrucker) (1498–1575), deutscher Buchdrucker und Pädagoge
- Andreas Winkler (Maler) (1793–1832), österreichischer Maler
- Andreas Winkler (Jurist) (1825–1916), österreichischer Jurist und Politiker
- Andreas Winkler (Politiker), österreichischer Politiker, Salzburger Landtagsabgeordneter
- Andreas Winkler (Landschaftsarchitekt) (?–1997), Schweizer Landschaftsarchitekt
- Andreas Winkler (Architekt) (1955–2023), deutscher Architekt
- Andreas Winkler (Rennfahrer) (* 1963), deutscher Rennfahrer
- Andreas Winkler (Musiker) (* 1964), deutscher Geiger, Klangkünstler und Maler
- Andreas Winkler (Mediziner) (* 1965), österreichischer Neurologe und Journalist
- Andreas Winkler (Fußballspieler) (* 1969), deutscher Fußballspieler
- Andreas Winkler (Sänger) (* 1971), österreichischer Opernsänger (Tenor)
- Andreas J. Winkler (* 1974), deutscher Musiker, Komponist und Dozent
- Angela Winkler (* 1944), deutsche Schauspielerin
- Anna Löffler-Winkler (1890–1967), deutsche Malerin und Zeichnerin
- Anne Winkler (* 1994), deutsche Skilangläuferin
- Anne-Gret Winkler (1944–2018), deutsche Künstlerin und Galeristin
- Anneliese Winkler (1907–1981), deutsche Hygienikerin und Bakteriologin
- Annette Winkler (* 1959), deutsche Managerin
- Anthony C. Winkler (1942–2015), jamaikanischer Schriftsteller
- Anton Winkler (1954–2016), deutscher Rennrodler
- Arnold Winkler (1882–1969), österreichischer Historiker
- Arthur Winkler (Bildhauer) (1865–1944), deutscher Kaufmann und Bildhauer
- Arthur Winkler (Bürgermeister) (1890–1944), deutscher Politiker, Bürgermeister von Engelsdorf bei Leipzig
- Arthur Winkler von Hermaden (1858–1934), österreichischer Feldmarschalleutnant
- Arthur Winkler-Hermaden (Geologe) (1890–1963), österreichischer Geologe und Hochschullehrer
- Arthur Winkler-Hermaden (Diplomat) (* 1965), österreichischer Diplomat
- August Winkler (General) (1844–1921), österreichischer Generalmajor
- August Winkler (Kunsthistoriker) (1861–1900), deutscher Kunsthistoriker
- August Winkler (Architekt) (?–2004), deutscher Architekt
- August Christian Winkler (1900–1961), deutscher Politiker (Zentrum, CSU) und aktivistischer Katholik
- August F. Winkler (1940–2018), österreichischer Journalist und Autor
- August Fürchtegott Winkler (1770–1807), deutscher Metallurg
- August Heinrich Winkler (1724–1790), deutscher Drucker
- August Theodor Winkler (1773–1840), deutscher Arzt

### B
- Beate Winkler (* 1949), deutsche Menschenrechtsaktivistin
- Benedikt Winkler (1579–1648), deutscher Jurist
- Bernd Winkler (Maler) (* 1951), deutscher Maler und Grafiker
- Bernd Winkler (* 1979), österreichischer Fußballspieler
- Bernhard Winkler (Architekt, 1929) (1929–2024), deutsch-italienischer Architekt, Professor und Stadtplaner
- Bernhard Winkler (Architekt, 1933) (1933–2017), Schweizer Architekt
- Bernhard Winkler (Kameramann) (* 1956), deutscher Kameramann und Fotograf
- Bernhard Winkler (Filmeditor) (* 1962), schwedischer Filmeditor
- Bernhard Winkler (Maler) (* 1964), Schweizer Maler und Zeichner
- Bernhard Winkler (Fußballspieler) (* 1966), deutscher Fußballspieler und -trainer
- Bettina Winkler (* 1944), deutsche Malerin und Grafikerin
- Brigitta Seidler-Winkler (1936–2021), deutsche Sängerin (Sopran)
- Bruno Winkler (Historiker) (* 1946), österreichischer Historiker und Museumskurator
- Bruno Seidler-Winkler (1880–1960), deutscher Dirigent, Pianist und Arrangeur

### C
- Carl Winkler (Unternehmer) (1877–1954), deutsch-schweizerischer Buchdrucker und Unternehmensgründer
- Carl Friedrich Winkler (auch Friedrich Carl Winkler; 1871–1927), deutscher Beamter und Politiker (DDP), MdHB
- Carl Friedrich Winkler-Hagedorn (1897–??), deutscher Maler
- Charles Winkler (Architekt) (geboren als Karl Winkler; 1834–1908), französischer Architekt
- Charles Winkler (Regisseur), US-amerikanischer Filmregisseur und -produzent
- Christian Winkler (Germanist) (1904–1988), deutscher Germanist und Sprechwissenschaftler
- Christian Winkler (Skisprungtrainer) (* 1969), deutscher Skisprungtrainer
- Christian Winkler (Eishockeytrainer) (* 1972), deutscher Eishockeytrainer und -manager
- Christian Winkler (Fußballspieler) (* 1973), österreichischer Fußballspieler
- Christian Winkler (Autor) (* 1981), österreichischer Autor und Dramatiker
- Christoph Winkler (Maler) (* 1952), deutscher Maler, Restaurator und Ausstellungstechniker
- Christoph Winkler (* 1967), deutscher Choreograf
- Cilli Winkler, deutsche Fechterin
- Claus Winkler (Politiker) (1912–1971), deutscher Politiker, Bürgermeister der Stadt Wedel
- Claus Winkler (Architekt) (* 1929), deutscher Architekt
- Claus Winkler (* 1974), deutscher Graffitikünstler, siehe Seak
- Clemens Winkler (1838–1904), königlich-sächsischer Chemiker
- Constantin Winkler (* 1987), deutscher Sozialwissenschaftler
- Constantin Georg Alexander Winkler (1848–1900), deutschbaltischer Botaniker
- Cornelis Winkler (1855–1941), niederländischer Neurologe
- Cuno Winkler (1919–2003), deutscher Nuklearmediziner
- Curt Winkler (1903–1974), deutscher Maler und Grafiker

### D
- Daniel Winkler (Mediziner) (1599–1658), deutscher Mediziner, Physicus in Brieg und Leibarzt des Kurfürsten von Brandenburg
- Daniel Winkler (Ruderer) (* 1959), Schweizer Ruderer, Olympiateilnehmer 1984
- Daniel Winkler (Turner) (* 1962), deutscher Kunstturner, Olympiateilnehmer 1984 und 1988
- Daniel Winkler (Mykologe) (* um 1970), deutscher Botaniker und Mykologe; lebt in den USA
- Daniel Winkler (Literaturwissenschaftler) (* 1973), deutsch-österreichischer Literatur- und Filmwissenschaftler
- Daniel Winkler (Moderator) (* 1981), italienischer Hörfunkmoderator und Kolumnist
- Daniel Winkler (Kletterer) (* 1986), Schweizer Sportkletterer
- Daniel Winkler (Baseballspieler) (* 1990), US-amerikanischer Baseballspieler
- Daniela Winkler (Juristin) (* 1976), deutsche Juristin, Rechtswissenschaftlerin und Hochschullehrerin
- Daniela Winkler (Politikerin) (* 1980), österreichische Politikerin (SPÖ)
- Daniela Winkler (Comiczeichnerin) (* 1988), deutsche Comiczeichnerin
- Danny Winkler (* 1973), deutscher Fußballspieler
- Dario Winkler (* 1997), österreichischer Eishockeyspieler
- David Winkler (Regisseur), US-amerikanischer Filmproduzent und Regisseur
- David Winkler (Komponist) (* 1948), US-amerikanischer Komponist
- David Winkler (Skispringer) (* 1989), deutscher Skispringer und Nordischer Kombinierer
- David W. Winkler (* 1955), US-amerikanischer Ornithologe
- Debby Winkler (1959–2011), US-amerikanische Springreiterin
- Dieter Winkler (* 1956), deutscher Schriftsteller
- Dietmar W. Winkler (* 1963), österreichischer Theologe

### E
- Eberhard Winkler (Theologe) (* 1933), deutscher Theologe
- Eberhard Winkler (Fußballspieler) (1939–2020), deutscher Fußballspieler
- Eberhard Winkler (Philologe) (* 1955), deutscher Finnougrist
- Eduard Winkler (Botaniker) (1799–1862), deutscher Botaniker
- Eduard Winkler (Künstler) (1884–1978), deutscher Maler, Zeichner und Grafiker
- Eike-Meinrad Winkler (1948–1994), österreichischer Anthropologe
- Elli Winkler, deutsche Rennrodlerin
- Emil Winkler (Bauingenieur) (1835–1888), deutscher Bauingenieur
- Emil Winkler (Romanist) (1891–1942), österreichischer Romanist
- Emil Winkler (Unternehmer) (1893–1978), österreichischer Unternehmer und Bürgermeister von Lienz 1938–1945
- Erhart Winkler (1921–2005), österreichischer Wirtschaftswissenschaftler und Geograph
- Erich Winkler (* 1968), deutscher Behindertenradsportler
- Ernst Winkler (Maler) (1877–??), deutscher Maler
- Ernst Winkler (Fußballspieler), österreichischer Fußballspieler
- Ernst Winkler (Politiker) (1899–1976), österreichischer Politiker (SPÖ)
- Ernst Winkler (Pädagoge) (1904–1996), deutscher Gymnasiallehrer und Autor
- Ernst Winkler (Geograph) (1907–1987), Schweizer Geograph
- Ernst Winkler (Skirennläufer) (* 1955), österreichischer Skirennläufer
- Ernst Heinrich Winkler, bekannt als Goldfüllfederkönig (1886–1974), österreichischer Hochstapler und Stadtoriginal
- Erwin Winkler (* 1928), neuseeländischer Architekt österreichischer Herkunft
- Eugen Winkler (1875–1963), österreichischer Korvettenkapitän, Telegrafie-/Radiopionier und Herausgeber
- Eugen Gottlob Winkler (1912–1936), deutscher Essayist
- Ewald Winkler (1925–2020), österreichischer Cellist

### F
- Federico Winkler (1942–2013), Schweizer Künstler
- Felix Cantlivres-von Winkler, eigentlicher Name von Adolphe Villemart (1867–1927), Schweizer Schriftsteller
- Ferdinand Winkler (1870–1936), österreichischer Dermatologe und Hämatologe
- Frank Winkler (Volleyballspieler) (* 1962), deutscher Volleyballspieler
- Frank Winkler (Mediziner) (* 1971), deutscher Neurowissenschaftler
- František Winkler (1884–1956), sowjetischer Bildhauer
- Franz Winkler (Entomologe) (1861–1927), österreichischer Krankenhausdirektor und Insektenforscher (Käfersammler)
- Franz Winkler (Maler, 1887) (1887–1945), österreichischer Maler
- Franz Winkler (1890–1945), österreichischer Politiker (Landbund)
- Franz Winkler (Maler, 1899) (1899–1947), deutscher Maler und Holzschnitzer
- Franz Winkler (Musiker) (1906–1962), österreichischer Komponist und Musiker
- Franz Winkler (Mathematiker) (* 1955), österreichischer Mathematiker und Hochschullehrer
- Franz Winkler von Forazest (1791–1860), österreichischer Kaufmann und Fabrikant
- Friedrich Winkler (Gärtner) (1854–um 1925), deutscher Gartenbauinspektor und Fachautor
- Friedrich Winkler, Pseudonym von Fritz Mack (Schriftsteller) (1882–1963), deutscher Schriftsteller und Journalist
- Friedrich Winkler (Kunsthistoriker) (1888–1965), deutscher Kunsthistoriker
- Friedrich Winkler (Mediziner) (Friedrich Wolfgang Winkler, auch Wolfgang Friedrich Winkler; 1890–1972), deutscher Mediziner, Sozialhygieniker und Hochschullehrer
- Friedrich Winkler (Widerstandskämpfer) (1902–1943), österreichischer Eisenbahnbeamter und Widerstandskämpfer
- Friedrich Eduard Otto Winkler (1815–1872), deutscher Rittergutsbesitzer und Politiker
- Friedrich-Karl Winkler (1925–1994), deutscher Jurist, Hochschullehrer und Rechtsanwalt
- Fritz Winkler (Chemiker) (1888–1950), deutscher Chemiker
- Fritz Winkler (Verleger) (1889–nach 1968), deutscher Zeitungsverleger
- Fritz Winkler (Maler) (1894–1964), deutscher Maler
- Fritz Winkler (Heimatforscher) (1931–2019), österreichischer Pädagoge und Heimatforscher
- Fritz Schenker-Winkler (auch Fritz A. Schenker; 1900–1971), Schweizer Ingenieur, Chemiker und Unternehmer
- Fritz K. Winkler (* 1944), Schweizer Hochschullehrer für Strukturbiologie

### G
- Gabriele Winkler (Schauspielerin) (Künstlername Gabriele Klerwin; 1880–1914), deutsche Sängerin und Schauspielerin
- Gabriele Winkler (* 1940), deutsche Liturgiewissenschaftlerin
- Gabriele Winkler (Richterin) (* 1944), deutsche Richterin am Bundespatentgericht
- Georg Winkler d. Ä. (Bildhauer) (1826–1933), deutscher Bildhauer
- Georg Winkler (Bergsteiger) (1869–1888), deutscher Alpinist
- Georg Winkler (Maler) (1879–1952), deutscher Maler und Grafiker
- Georg Winkler (Bildhauer) (1910–2002), deutscher Bildhauer und Restaurator
- Georg Winkler (Komponist) (1930–2012), deutsch-österreichischer Musikpädagoge und Komponist
- Georg Carl Winkler (1902–1989), deutscher Pianist, Dirigent und Komponist
- Georg Friedrich Winkler (1704–1762), deutscher Baumeister, siehe George Friedrich Winckler
- Georg Hellmuth Winkler (1899–1983), deutscher Architekt
- Georg Johann Winkler von Brückenbrandt (1776–1853), österreichischer Mathematiker und Forstmann
- Gerd Winkler (Regisseur) (1929–1978), deutscher Autor und Regisseur
- Gerda Winkler, deutsche Diplomatin
- Gerhard Winkler (Architekt) (1898–1975), deutscher Architekt
- Gerhard Winkler (Komponist) (1906–1977), deutscher Komponist
- Gerhard Winkler (Kunsthistoriker) (1921–2001), deutscher Kunsthistoriker, Direktor des Museums der bildenden Künste Leipzig
- Gerhard Winkler (Wirtschaftswissenschaftler) (1924–2021), deutscher Wirtschaftswissenschaftler und Agrarökonom
- Gerhard Winkler (Epigraphiker) (1935–2012), österreichischer Althistoriker, Epigraphiker und Altphilologe
- Gerhard Winkler (Maler) (* 1939), österreichischer Maler
- Gerhard Winkler (Mathematiker) (1946–2014), deutscher Biomathematiker und Hochschullehrer
- Gerhard Winkler (Biathlet) (Gerd; * 1951), deutscher Biathlet
- Gerhard Winkler (Fußballspieler) (* 1963), österreichischer Fußballspieler
- Gerhard Bernhard Winkler (1931–2021), österreichischer römisch-katholischer Geistlicher, Zisterzienser und Kirchengeschichtler
- Gerhard E. Winkler (* 1956), österreichischer Komponist
- Gerhard J. Winkler (1956–2012), österreichischer Musikwissenschafter
- Geri Winkler (Gerhard Winkler, * 1956), österreichischer Bergsteiger und Abenteurer
- Gert Winkler (1942–2016), österreichischer Regisseur
- Gertrud Nunner-Winkler (* 1941), deutsche Psychologin und Soziologin
- Gottfried Winkler (* 1956), österreichischer Gewerkschaftsfunktionär
- Gunnar Winkler (1931–2019), deutscher Sozialwissenschaftler
- Gunnar Winkler (Footballspieler) (* 1974), deutscher American-Football-Spieler
- Günter Winkler (* 1969), österreichischer Kameramann
- Günther Winkler (Maler, 1923) (1923–2006), deutscher Maler
- Günther Winkler (1929–2024), österreichischer Jurist
- Günther Winkler (Maler, 1946) (1946–2011), österreichischer Maler und Musiker
- Gustav Winkler (Textilfabrikant) (1867–1954), deutscher Textilindustrieller
- Gustav Winkler (Architekt) (1872–1947), deutscher Architekt
- Gustav Winkler (Konstrukteur), deutscher Fahrzeugkonstrukteur, siehe Winkler (Automarke)
- Gustav Winkler (Ingenieurwissenschaftler) (* 1940), deutscher Ingenieurwissenschaftler und Konstrukteur
- Gustav Georg Winkler (1820–1896), deutscher Geologe

### H
- Hal Winkler (1892–1956), kanadischer Eishockeytorwart
- Hans Winkler (Botaniker) (1877–1945), deutscher Botaniker
- Hans Winkler (Rennfahrer) (1898–1936), deutscher Motorradrennfahrer
- Hans Winkler (Bobfahrer), deutscher Bobfahrer
- Hans Winkler (Widerstandskämpfer) (1906–1987), deutscher Justizbeamter und Widerstandskämpfer
- Hans Winkler (Maler) (1919–2000), deutscher Maler
- Hans Winkler (Dichter) (* 1933), deutscher Architekt, Unternehmer und Lyriker
- Hans Winkler (Mediziner) (* 1939), österreichischer Pharmakologe und Hochschullehrer
- Hans Winkler (Journalist) (* 1942), österreichischer Journalist
- Hans Winkler (Diplomat) (* 1945), österreichischer Diplomat
- Hans Winkler (Ornithologe) (* 1945), österreichischer Ornithologe
- Hans Winkler-Dentz, Künstlername von Johann Ferdinand Winkler (1884–1952), deutscher Maler und Zeichner
- Hans Meyer-Winkler (1915–1992), Schweizer Architekt
- Hans Alexander Winkler (1900–1945), deutscher Orientalist
- Hans Günter Winkler (1926–2018), deutscher Springreiter
- Hans-Günther Winkler (* 1965), deutscher Fotograf
- Hans-Heinrich Winkler (* 1954), deutscher Rennrodler
- Hans Hs Winkler (* 1955), deutscher Künstler
- Hans-Joachim Winkler (1928–1995), deutscher Gewerkschafter (FDGB) und Politiker (SED)
- Harald Winkler (* 1962), österreichischer Bobfahrer
- Harry Winkler (Drehbuchautor) (1915–??), US-amerikanischer Drehbuchautor
- Harry Winkler (Fussballspieler), Schweizer Fußballspieler
- Harry Winkler (Handballspieler) (Harry Winkler, Jr.; * 1945), US-amerikanischer Handballspieler
- Hartmut Winkler (* 1953), deutscher Medienwissenschaftler
- Heino Winkler (1912–1964), deutscher Schauspieler
- Heinrich Winkler (Sprachwissenschaftler) (1848–1930), deutscher Sprachwissenschaftler
- Heinrich Winkler (Architekt), deutscher Architekt
- Heinrich Winkler (Theologe) (1895–1981), deutscher Theologe und Religionspädagoge
- Heinrich Winkler (General) (1929–2019), deutscher Generalmajor
- Heinrich August Winkler (* 1938), deutscher Historiker
- Heinrich Johann Winkler (1798–1864), deutschbaltischer Lehrer, Schulinspektor, Gutsbesitzer und Büchersammler
- Heinz Winkler (Politiker) (1910–1958), deutscher Politiker (DDR-CDU)
- Heinz Winkler (Koch) (1949–2022), deutscher Koch
- Hellmuth Winkler (1906–1970), deutscher Gynäkologe und Hochschullehrer
- Helmut Winkler (1900–1983), deutscher Unternehmer
- Helmut Winkler (Grafiker) (1914–2008), deutscher Grafiker und Fotograf
- Helmut Winkler (Biologe) (* 1950), deutscher Biologe
- Helmut G. F. Winkler (1915–1980), deutscher Mineraloge
- Henry Winkler (* 1945), US-amerikanischer Schauspieler
- Herbert Winkler (1896–1946), deutscher Psychologe
- Herbert Winkler (Schriftsteller) (Pseudonym Dr. Frosch; 1900–1992), deutscher Schriftsteller
- Hermann Winkler (Architekt) (1880–1945), Schweizer Architekt
- Hermann Winkler (Soldat) (1888–1946), deutscher Generalleutnant
- Hermann Winkler (Sänger) (1924–2009), deutscher Sänger
- Hermann Winkler (Politiker) (* 1963), deutscher Politiker (CDU)
- Hermann Erich Winkler (1738–1793), deutscher Geistlicher
- Herta Winkler (1917–2003), österreichische Politikerin
- Horst Winkler (1922–1991), deutscher Politiker (NDPD)
- Hubert Winkler (Botaniker) (1875–1941), deutscher Botaniker und Hochschullehrer
- Hubert Winkler (Physiker) (* 1922), deutscher Physiker und Hochschullehrer

### I
- Immanuel Winkler (1886–1932), deutscher Pastor und Autor
- Ingrid Winkler (* 1958), österreichische Politikerin (SPÖ)
- Iris Winkler (Musikwissenschaftlerin, 1964) (* 1964), deutsche Musikwissenschaftlerin und Hochschullehrerin
- Iris Winkler (* 1968), deutsche Fachdidaktikerin und Hochschullehrerin
- Iris Winkler (Musikwissenschaftlerin, 1969) (* 1969), deutsche Musikwissenschaftlerin, Regieassistentin, Musiktheaterpädagogin und Autorin
- Irwin Winkler (* 1931), US-amerikanischer Filmproduzent und Regisseur
- Iuliu Winkler (* 1964), rumänischer Politiker der ungarischen Minderheit (UDMR)

### J
- Jacob Winkler Prins (1849–1904), niederländischer Schriftsteller
- Jakob Winkler (Theologe) (1864–1944), Schweizer Theologe und Politiker
- Jakob Winkler (SS-Mitglied) (1892–1948), deutscher SS-Obersturmführer
- Jenny Winkler (* 1979), deutsche Schauspielerin
- Joachim Winkler (* 1951), deutscher Soziologe und Historiker
- Joey Grit Winkler (* 1975), deutsche Moderatorin und Journalistin
- Johan Winkler (1898–1986), niederländischer Journalist und Autor
- Johann Winkler (Maler) (1795–??), österreichischer Maler
- Johann Winkler (Politiker, 1805) (1805–1863), Schweizer Jurist und Politiker
- Johann Winkler (Politiker, 1817) (1817–1887), deutscher Politiker, MdL Bayern
- Johann Winkler (Politiker, 1845) (1845–1918), Schweizer Jurist, Richter und Politiker
- Johann Winkler (Bibliothekar) (* 1946), österreichischer Bibliothekar
- Johann Evangelist Winkler (1885–1945), deutscher Geistlicher und Märtyrer
- Johann Ferdinand Winkler (Künstlername Hans Winkler-Dentz; 1884–1952), deutscher Maler und Zeichner
- Johann Heinrich Winkler (1703–1770), deutscher Philosoph, Philologe und Naturforscher, siehe Johann Heinrich Winckler
- Johann Jakob Winkler (1831–1893), Schweizer Rechenkünstler
- Johannes Winkler (Mediziner) (1874–1958), deutscher Arzt, Missionar und Ethnologe
- Johannes Winkler (Raumfahrtingenieur) (1897–1947), deutscher Raumfahrtingenieur
- Johannes Winkler (Dirigent) (1950–1989), deutscher Dirigent
- Johannes Winkler (Komponist) (* 1984), deutscher Komponist für Neue Musik, Medienkünstler, Konzeptentwickler und Influencer
- Johannes Winkler (Filmkomponist) (* 1986), deutscher Filmkomponist, Arrangeur und Musikproduzent
- John J. Winkler (1943–1990), US-amerikanischer Altphilologe
- Jörg Winkler (* 1953), deutscher Radsporttrainer
- Josef Winkler (Theologe) (1826–1903), österreichischer Theologe
- Josef Winkler (Politiker, I), österreichischer Postbeamter und Politiker, Salzburger Landtagsabgeordneter
- Josef Winkler (Fußballtrainer) (auch Csibi Winkler), ungarischer Fußballtrainer
- Josef Winkler (Maler) (* 1925), österreichischer Maler
- Josef Winkler (Politiker, 1950) (* 1950), österreichischer Politiker (ÖVP)
- Josef Winkler (Autor) (* 1953), österreichischer Schriftsteller
- Josef Winkler (Musikjournalist) (* 1972), deutscher Musikjournalist
- Josef Winkler (Politiker, 1974) (* 1974), deutscher Politiker (Bündnis 90/Die Grünen)
- Josef R. Winkler (Josef Rudolf Winkler; 1930–1993), tschechischer Entomologe
- Joseph Winkler (Steinmetz) (1665–1748), österreichischer Steinmetz
- Joseph Winkler (Theologe) (1809–1886), Schweizer Theologe und Kirchenrechtler
- Joseph Winkler (Maler) (1839–1877), deutscher Maler
- József Winkler (1905–1981), ungarischer Geistlicher
- Julius von Winkler († 1806), österreichischer Generalmajor
- Julius Winkler (1855–1938), österreichischer Violinist und Musikschriftsteller
- Jürgen Winkler (Bergsteiger) (* 1940), deutscher Bergsteiger und Fotograf
- Jürgen Winkler (Politikwissenschaftler) (* 1955), deutscher Politikwissenschaftler
- Jürgen Winkler (Jurist) (* 1957), deutscher Sozialrechtler
- Jürgen Winkler (Mediziner) (* 1958), deutscher Neurologe, Neurobiologe und Hochschullehrer
- Jürgen Winkler (Leichtathlet) (* 1959), deutscher Stabhochspringer
- Juri Winkler (* 2003), deutscher Schauspieler

### K
- Kaii Winkler (* 2006), deutsch-US-amerikanischer Schwimmer
- Karl Winkler (Maler, 1827) (1827–1874), deutscher Maler und Grafiker
- Karl Winkler (1834–1908), deutsch-französischer Architekt, siehe Charles Winkler (Architekt)
- Karl Winkler (Unternehmer) (1845–1900), deutscher Unternehmer
- Karl Winkler (Politiker, 1852) (1852–1926), österreichischer Richter und Politiker, MdL Kärnten
- Karl Winkler (Polizeibeamter) (1884–1965), deutscher Polizeibeamter
- Karl Winkler (Heimatforscher) (1891–1961), deutscher Heimatforscher, Literaturhistoriker und Lehrer
- Karl Winkler (Fußballspieler) (1899–1960), deutscher Fußballspieler und -trainer
- Karl Winkler (Komponist) (1899–1964), österreichischer Dirigent und Komponist
- Karl Winkler (Politiker, II), österreichischer Politiker (VdU)
- Karl Winkler (Politiker, 1909) (1909–1982), deutscher Politiker (FDP), MdL Bayern
- Karl von Winkler (1912–1988), österreichischer Unternehmer, siehe Karl von Winckler
- Karl Winkler (Lehrer) (1939–2022), österreichischer Sonderpädagoge
- Karl Winkler (Jurist) (* 1941), deutscher Jurist und Autor
- Karl Winkler (Maler, 1970) (* 1970), österreichischer Maler
- Karl Alexander von Winkler (1860–1911), deutschbaltischer Maler
- Karl Gottfried Theodor Winkler, eigentlicher Name von Theodor Hell (1775–1856), deutscher Schriftsteller und Publizist
- Karl Gottlieb von Winkler (1722–1790), deutscher Jurist, siehe Carl Gottfried von Winckler
- Karl-Heinz Winkler (* 1948), deutscher Politiker (PRO)
- Karl-Ulrich Winkler (Kalle Winkler; 1960–1994), deutscher Liedermacher
- Karl Wilhelm Winkler (1842–1910), deutscher Astronom
- Kaspar Winkler (Erfinder) (1872–1951), österreichisch-schweizerischer Unternehmer, Techniker und Erfinder
- Kaspar Winkler (Filmproduzent) (* 1971), Schweizer Filmproduzent
- Katharina Winkler (* 1979), österreichische Autorin
- Kati Winkler (* 1974), deutsche Eiskunstläuferin
- Katja Winkler (Theologin) (* 1975), deutsche Theologin und Sozialethikerin
- Katja Winkler (* 1991), österreichische Journalistin
- Katrin Winkler (* 1975), deutsche Pädagogin
- Kay Winkler (1956–2023), deutscher Bildhauer und Installationskünstler
- Klaus Winkler (Theologe) (1934–2000), deutscher evangelischer Theologe und Lehranalytiker
- Klaus Winkler (Fußballspieler) (1949–1985), deutscher Fußballspieler
- Konrad Winkler (* 1955), deutscher Nordischer Kombinierer
- Kurt Winkler (Maler) (1915–1994?), deutscher Maler, Zeichner und Designer
- Kurt Winkler (Mediziner) (* 1938), deutscher Kinderarzt, Hämatologe und Onkologe
- Kurt Winkler (Historiker) (* 1956), deutscher Kunsthistoriker, Kurator und Museumsleiter
- Kurt Alexander Winkler (1794–1862), deutscher Metallurge

### L
- Lajos Winkler (Ludwig Wilhelm Winkler; 1863–1939), ungarischer Chemiker
- Lara Aylin Winkler (* 1999), deutsche Schauspielerin
- Laura Winkler (Musikerin) (* 1988), österreichische Musikerin
- Laura Winkler (Handballspielerin) (* 1997), deutsche Handballspielerin
- Lisa Barthel-Winkler (1893–1966), deutsche Schriftstellerin
- Ljiljana Winkler (* 1981), Opernsängerin (Sopran)
- Lorenz Winkler-Horaček (* 1963), deutscher Klassischer Archäologe
- Lothar Winkler (Fotograf) (1927–2000), deutscher Fotograf
- Lothar Winkler (Bauingenieur) (1933–2014), deutscher Bauingenieur, Wasserwirtschafts-Experte und Heimatforscher
- Ludwig Winkler (Schriftsteller) (1826–1883), deutscher Fabrikant und Schriftsteller
- Ludwig Winkler (Pharmazeut) (1873–1935), österreichischer Apotheker und Pharmaziehistoriker
- Ludwig Winkler (Politiker) (* 1937), österreichischer Politiker (SPÖ)
- Ludwig Wilhelm Winkler (1863–1939), ungarischer Chemiker, siehe Lajos Winkler

### M
- Madeline Winkler-Betzendahl (1899–1995), deutsche Fotografin
- Malte Ristau-Winkler (* 1952), deutscher Ministerialbeamter (SPD)
- Manfred Winkler (1922–2014), israelischer Schriftsteller
- Manuel Winkler (* 1980), österreichischer Journalist und Moderator
- Manuela Söller-Winkler (* 1961), deutsche Ministerialbeamtin und Staatssekretärin (Schleswig-Holstein)
- Marcel Winkler (* 1970), südafrikanische Leichtathletin
- Margarete Winkler (1877–1959), deutsche Malerin
- Maria Winkler, deutsche Handballspielerin
- Maria Elikowska-Winkler (* 1951), sorbische Lehrerin und Journalistin
- Marie Winkler-Leu (1873–1949), Schweizer Mundartschriftstellerin
- Markus Winkler (Philologe) (* 1955), deutscher Sprach- und Literaturwissenschaftler und Hochschullehrer
- Markus Winkler (Baseballspieler) (* 1981), deutscher Baseballspieler und -trainer
- Markus Winkler (Schiedsrichter) (* 1981), österreichischer Fußballschiedsrichter
- Marten Winkler (* 2002), deutscher Fußballspieler
- Martin Winkler (Politiker) (1885–1959), deutscher Politiker (CSU), MdL Bayern
- Martin Winkler (österreichischer Politiker) (* 1963), österreichischer Unternehmer und Politiker (SPÖ)
- Martin Winkler (Autor) (* 1965), deutscher Mediziner und Schriftsteller
- Martin Winkler (Sänger) (* 1968), österreichischer Opernsänger (Bassbariton)
- Martin Winkler (Moderator) (* 1980), deutscher Sportjournalist und Fernsehmoderator
- Martin Eduard Winkler (1893–1982), deutscher Historiker
- Martin M. Winkler (* 1952), deutschamerikanischer Klassischer Altertumswissenschaftler und Medienhistoriker
- Martina Winkler (* 1970), deutsche Neuzeithistorikerin und Hochschullehrerin
- Matthias Winkler (1682–1753), österreichischer Steinmetz
- Max Winkler (Philologe) (1866–1930), US-amerikanischer Germanist und Hochschullehrer österreichisch-ungarischer Herkunft
- Max Winkler (Politiker, 1875) (1875–1961), deutscher Politiker (DDP, NSDAP) und Reichsbeamter
- Max Winkler (Politiker, 1876) (1876–1946), deutscher Politiker (SPD), MdL Sachsen
- Max Winkler (General) (1890–1979), deutscher Generalmajor
- Max Winkler (Regisseur) (* 1983), US-amerikanischer Fernsehregisseur, Drehbuchautor und Schauspieler
- Max Joseph Winkler (1810–1884), deutscher Komponist und Chorleiter
- Micha Winkler (1958–2022), deutscher freischaffender Fotograf
- Michael Winkler (Industrieller) (1822–1893), Wiener Schilderfabrikant
- Michael Winkler (Verleger) (1878–1965), deutscher Stenograf und Verleger
- Michael Winkler (Pädagoge) (* 1953), deutscher Pädagoge und Hochschullehrer
- Michael Winkler (Rechtsextremist) (* 1957), deutscher rechtsextremer Kolumnist und Autor
- Michael Winkler (Politiker) (* 1983), liechtensteinischer Politiker und Journalist
- Michael-Christfried Winkler (* 1946), deutscher Organist, Dirigent und Hochschullehrer
- Monika Winkler (Schmuckgestalterin) (1933–2015), deutsche Goldschmiedin und Schmuckgestalterin
- Monika Winkler (Politikerin) (* 1962), deutsche Politikerin

### N
- Nele Winkler (* 1982), deutsche Schauspielerin
- Norbert Winkler (* 1952), deutscher Philosoph

### O
- Olof Winkler (1843–1895), deutscher Landschaftsmaler und Illustrator
- Oskar Winkler (Unternehmer) (OWI; 1894–1959), deutscher Unternehmer
- Oskar Winkler (Architekt) (1909–1970), slowakischer Architekt
- Oskar Winkler (Radsportler) (* 2000), dänischer Radsportler
- Othmar Winkler (1907–1999), italienischer Maler, Grafiker und Bildhauer
- Otto Winkler (1885–1960), deutscher Bildhauer
- Otto Winkler (Dirigent) (1908–1988), deutscher Dirigent und Generalmusikdirektor
- Otto Winkler (Physiker) (1910–1996), deutsch-liechtensteinischer Physiker und Unternehmer
- Otto Winkler (Soziologe) (1916–1991), österreichischer Soziologe und Entwicklungshelfer

### P
- P. W. Gabriel Winkler (* 1935), deutscher Graphiker und Bildhauer
- Paul Winkler (Schriftsteller) (auch Paul Winckler; 1630–1686), deutscher Dichter und Jurist
- Paul Winkler (Architekt) (1864–1931), deutscher Architekt
- Paul Winkler (Verleger) (1898–1982), französischer Autor und Verleger
- Paul Winkler (Pädagoge) (1901–1985), Schweizer Pädagoge und Heimatforscher
- Paul Winkler (Fußballspieler) (1913–1994), deutscher Fußballspieler
- Paul Winkler (Filmemacher) (* 1939), deutsch-australischer Filmemacher
- Paul Winkler (Physiker) (* 1975), österreichischer Physiker
- Paul Winkler-Leers (1877–1945), deutscher Maler und Grafiker
- Paul G. Winkler (1904–nach 1981), deutscher Maler und Grafiker
- Paula Winkler (* 1980), deutsche Fotografin
- Peter Winkler (Politiker) (1873–1934), deutscher Politiker, MdL Bayern
- Peter Winkler (Komponist) (* 1936), deutscher Dirigent und Komponist
- Peter Winkler (Meteorologe) (* 1941), deutscher Meteorologe und Wissenschaftshistoriker
- Peter Winkler (Musikwissenschaftler) (* 1943), US-amerikanischer Musikwissenschaftler und Komponist
- Peter Winkler (Mathematiker) (* 1946), US-amerikanischer Mathematiker
- Peter Winkler (Fußballspieler) (* 1947), deutscher Fußballspieler
- Peter Winkler (Maler, 1949) (* 1949), österreichischer Maler und Grafiker
- Peter Winkler (Mediziner), deutscher Radiologe (Kinderradiologie)
- Peter Winkler (Journalist) (* 1956), Schweizer Journalist
- Peter Winkler (Grafiker) (* 1960), deutscher Grafiker und Konzeptkünstler
- Peter Winkler (Psychologe) (* 1963), deutscher Psychologe und Autor
- Peter Winkler (Maler, 1963), Schweizer Maler
- Peter Winkler (Kommunikationswissenschaftler) (* 1981), österreichischer Kommunikationswissenschaftler und Hochschullehrer
- Peter Winkler von Mohrenfels (1943–2024), deutscher Jurist
- Peter Winkler-Payot (* 1968), Schweizer Komiker und Humorist, Mitglied von Lapsus (Komikerduo)
- Peter Alois Winkler (* 1956), italienischer Neurochirurg und Hochschullehrer
- Peter L. Winkler (* 1956), US-amerikanischer Biograph und Filmhistoriker
- Peter Paul Winkler (1912–1993), deutscher Musiker und Komponist
- Philipp Winkler (Politiker) (1875–1962), deutscher Rechtsanwalt und Politiker (NLP)
- Philipp Winkler (Schriftsteller) (* 1986), deutscher Schriftsteller

### R
- Raimund Winkler (1855–1941), deutscher Vizeadmiral
- Rainer Winkler (Mediziner) (1940–2016), deutscher Arzt und Autor
- Rainer Winkler, eigentlicher Name von Drachenlord (* 1989), deutscher Webvideoproduzent und Livestreamer
- Ralf Winkler (Autor) (1915–2009), Schweizer Schriftsteller und Friedensaktivist
- Ralf Winkler (Bühnenbildner) (1936–2009), deutscher Bühnen- und Kostümbildner
- Ralf Winkler, bürgerlicher Name von A. R. Penck (1939–2017), deutscher Maler, Grafiker und Bildhauer
- Reiner Winkler (* 1961), deutscher Manager
- Reinhard Winkler (* 1965), österreichischer Fotograf
- Reinhold Winkler (* 1957), deutscher Innenarchitekt und Bauhistoriker
- Richard Winkler (Verleger) (1849–1937), deutscher Zeitungsverleger
- Richard Winkler (Unternehmer) (1898–1972), deutscher Unternehmer und Erfinder
- Richard Winkler (Schriftsteller), Schriftsteller
- Richard Winkler (Musiker), Musiker
- Richard Winkler (Historiker) (* 1959), deutscher Historiker und Archivar
- Robert Winkler (Ingenieur) (1861–1922), Schweizer Ingenieur
- Robert Winkler (Architekt, 1878) (1878–1926), deutscher Architekt
- Robert Winkler (Architekt, 1898) (1898–1973), Schweizer Architekt
- Robert Winkler (Produzent) (* 1966), österreichischer Kameramann und Filmproduzent
- Robert Winkler (Fußballspieler) (1968–2017), österreichischer Fußballspieler
- Robert Winkler (Freestyle-Skier) (* 1991), österreichischer Freestyle-Skier
- Roland Winkler (Maler) (1939–1995), deutscher Maler
- Roland Winkler (Volkswirt) (* 1977), deutscher Wirtschaftswissenschaftler und Hochschullehrer
- Rolf Winkler (Illustrator) (1884–1942), österreichischer Illustrator, Graphiker und Radierer
- Rolf Winkler (Bildhauer) (1930–2001), deutscher Bildhauer und Grafiker
- Rolf Dieter Winkler (* 1942), deutscher Kulturarbeiter, Regionalhistoriker, Autor und Herausgeber
- Ron Winkler (* 1973), deutscher Schriftsteller
- Ronny Winkler (* 1971), deutscher Eiskunstläufer
- Rosa Winkler (1907–1991), deutsche Politikerin (SED, DFD), MdL, Mitglied des Deutschen Volksrates
- Rudolf Winkler (Geistlicher) (1855–1917), deutscher evangelischer Pastor und Heimatforscher
- Rudolf Winkler (Pianist) (1889–1970), deutscher Pianist
- Rudolf Winkler (Politiker, 1920) (1920–1977), deutscher Politiker (CDU)
- Rudolf Winkler (Beamter) (1927–2007), deutscher Kommunalpolitiker, Stadtbaudirektor und Stiftungsgründer
- Rudolf Winkler (Physiker) (1927–2013), deutscher Physiker
- Rudolf Winkler (Politiker, 1955) (* 1955), Schweizer Politiker (BDP)
- Rudolf Winkler (Pilzexperte) (* 1959), Schweizer Lehrer und Pilzexperte
- Rudy Winkler (* 1994), US-amerikanischer Hammerwerfer
- Ruthild Winkler (* 1941), österreichische Biochemikerin

### S
- Scott Winkler (1990–2013), norwegischer Eishockeyspieler
- Sebastian Winkler (Schauspieler, 1978) (* 1978), deutscher Schauspieler
- Sebastian Winkler (Schauspieler, 1982) (* 1982), deutscher Schauspieler
- Sebastian Winkler (Moderator) (* 1982), deutscher Moderator und Synchronsprecher
- Sieglinde Winkler (* 1966), österreichische Skirennläuferin
- Sophia Winkler (* 2003), deutsche Fußballtorhüterin
- Stefan Winkler (Geograph) (* 1966), deutscher Geograph und Hochschullehrer
- Stefan Winkler (* 1968), deutscher Maler
- Steffen Winkler (1952–2023), deutscher Ethnograph und Museologe
- Stella Denis-Winkler (* 1980), deutsche Schauspielerin, Sprecherin und Filmemacherin
- Stephan Winkler (Maler) (* 1961), deutscher Maler
- Stephan Winkler (* 1967), deutscher Komponist
- Susanne Winkler (Anglistin) (* 1960), deutsche Anglistin, Sprachwissenschaftlerin und Hochschullehrerin
- Susanne Winkler (Kuratorin) (* 1967), österreichische Museumskuratorin
- Susanne Winkler-Polsterer (1924–2012), österreichische Schauspielerin
- Susanne Kraus-Winkler (* 1955), österreichische Wirtschaftskammerfunktionärin und Politikerin (ÖVP)

### T
- Theodor von Winkler (1826–1885), deutscher Generalmajor
- Theodor Winkler (Musiker) (1834–1905), deutscher Flötist und Komponist
- Theodor Winkler (Journalist) (1844–1895), deutscher Journalist und Schriftsteller
- Theodor Ferdinand Alexander Winkler (1888–1961), deutsch-baltischer Pädagoge
- Theodor H. Winkler (Theodor Heinrich Winkler; * 1951), Schweizer Diplomat
- Therese Winkler (Winkler-Messerer; 1824–1907), deutsche Lehrerin und Schriftstellerin
- Thomas Winkler (Politiker) (* 1958), deutscher Bürgermeister
- Thomas Winkler (Journalist) (* 1965), deutscher Journalist
- Thomas Winkler (Drehbuchautor) (* 1972), deutscher Drehbuchautor
- Thomas Winkler (Fußballspieler) (* 1984), österreichischer Fußballspieler
- Thomas Winkler (Sänger) (* 1985), Schweizer Sänger
- Thomas Winkler (Eishockeyspieler) (* 1998), österreichischer Eishockeyspieler
- Tiberius Cornelis Winkler (1822–1897), niederländischer Naturforscher und Zoologe
- Till Winkler, deutscher Wirtschaftsinformatiker
- Tim Winkler (* 1986), dänischer Handballspieler
- Tobias Winkler (* 1978), deutscher Politiker (CSU)

### U
- Udo Winkler (* 1949), deutscher Maler und Kunsttheoretiker
- Ulrich Winkler (Biologe) (1929–2020), deutscher Biologe und Hochschullehrer (Bochum)
- Ulrich Winkler (Theologe) (1961–2021), österreichischer Theologe und Religionswissenschaftler
- Ulrich Winkler (Fußballspieler) (* 1985), österreichischer Fußballspieler
- Ulrich Winkler-Hermaden (* 1955), österreichischer Verleger
- Ursula Winkler (* 1937), deutsche HNO-Ärztin und Hochschullehrerin
- Ute Winkler (* 1940), deutsche Juristin, Richterin, Gerichtspräsidentin

### V
- Vera-Sabine Winkler (* 1961), deutsche Theologin und Autorin
- Volker Winkler (Politiker) (* 1945), österreichischer Politiker (FPÖ)
- Volker Winkler (Radsportler) (* 1957), deutscher Radrennfahrer
- Volkmar Winkler (Politiker, 1929) (1929–1980), deutscher Politiker (SED)
- Volkmar Winkler (Politiker, 1959) (* 1959), deutscher Politiker (SPD)

### W
- Walfried Winkler (1904–1982), deutscher Motorrad-Rennfahrer
- Walter Winkler (Rennfahrer, 1926) (1926–2010), deutscher Motorradrennfahrer und Motorsportfunktionär
- Walter Winkler (Physiker) (1927–2015), Schweizer Physiker
- Walter Winkler (Unternehmer) (* 1937), deutscher Unternehmer und Gründer von Witron
- Walter Winkler (Richter) (1942–2022), deutscher Jurist und Richter
- Walter Winkler (Fußballspieler) (1943–2014), polnischer Fußballspieler
- Walter Winkler (Rennfahrer, 1948) (* 1948), österreichischer Motorradrennfahrer
- Walter Theodor Winkler (1914–1984), deutscher Psychiater
- Werner Winkler (Porzellangestalter) (1909–1999), deutscher Porzellan-Gestalter
- Werner Winkler (Chemiker) (1913–1964), deutscher Chemiker und Politiker (SED)
- Werner Winkler (Psychologe) (1924–2019), deutscher Verkehrspsychologe
- Werner Winkler (Theaterregisseur) (* 1950), deutscher Autor, Regisseur und Schauspieler
- Werner Winkler (Autor) (* 1964), deutscher  Autor, Berater und Kalligraf
- Werner Winkler (Fußballspieler) (* 1964), österreichischer Fußballspieler
- Wilfried Winkler (* 1948), Schweizer Geologe und Hochschullehrer für Sedimentologie
- Wilhelm Winkler (Politiker, I) (Friedrich Wilhelm Winkler), deutscher Politiker (NLP), MdL Sachsen
- Wilhelm Winkler (Kaufmann) (1842–1910), deutscher Kaufmann und Astronom
- Wilhelm Winkler (Lehrer) (1842–1927), deutscher Lehrer und Historiker
- Wilhelm Winkler (Maler) (1882–1964), deutscher Maler
- Wilhelm Winkler (Statistiker) (1884–1984), österreichischer Statistiker
- Wilhelm Winkler (Musiker) (1892–1973), österreichischer Violoncellist
- Wilhelm Winkler (Archivar) (1893–1958), deutscher Archivar
- Wilhelm Winkler (Politiker, 1908) (1908–1993), deutscher Politiker (CSU), MdL Bayern
- Wilhelm Stephan Winker (1915–nach 1971), deutscher Industrieller und Verbandsfunktionär
- Wilibald Winkler (1933–2010), polnischer Politiker (AWS) und Woiwode von Schlesien
- Willi Winkler (Parteifunktionär) (1899–1938), deutscher Wirtschaftswissenschaftler und Parteifunktionär (KPD)
- Willi Winkler (Fußballspieler) (1903–1967), deutscher Fußballspieler
- Willi Winkler (Autor) (* 1957), deutscher Autor und Journalist
- Willibald Winkler (1914–1984), deutscher Jazz-Musiker und Lektor
- Willy Winkler (1904–1986), deutscher Heimatforscher, Dichter, Druckerei-Inhaber und Museumsgründer
- Woldemar Winkler (1902–2004), deutscher Maler, Zeichner und Bildhauer
- Wolfgang Winkler (Landrat) (1902–nach 1944), deutscher Jurist und Landrat
- Wolfgang Winkler (Regierungspräsident) (1924–2005), deutscher Jurist und Regierungspräsident
- Wolfgang Winkler (Mathematiker) (* 1933), deutscher Mathematiker und Hochschullehrer für Mathematische Statistik
- Wolfgang Winkler (Musiker) (* 1935), deutscher Jazzschlagzeuger
- Wolfgang Winkler (Rennrodler) (1940–2001), deutscher Rennrodler
- Wolfgang Winkler (Schauspieler) (1943–2019), deutscher Schauspieler
- Wolfgang Winkler (Intendant) (* 1945), österreichischer Intendant, Musiker, Redakteur und Moderator
- Wolfgang Winkler (Tennisspieler), deutscher Tennisspieler
- Wolfgang Friedrich Winkler (1890–1972), deutscher Mediziner, Sozialhygieniker und Hochschullehrer, siehe Friedrich Winkler (Mediziner)